# Sixtus Riessinger
Sixtus Riessinger, o Russinger, Rüssinger, Rassinger, Resius latinizzato in Clericus Argentinensis (Sulz am Neckar, 1440 circa – Strasburgo, dopo il 1505), è stato un tipografo e presbitero tedesco ricordato soprattutto per aver introdotto la stampa a caratteri mobili a Napoli.

## Biografia
Di nascita illegittima (è nota una sua richiesta a Paolo II per ottenere la dispensa all'ordinazione sacerdotale, negata dalla Chiesa cattolica ai figli illegittimi) studiò all'Università di Friburgo, ottenendo il baccellierato (baccalarius artium) nel 1465. Attorno al 1467 si trovava a Roma, dove pubblicò in proprio un'edizione (non firmata e non datata) delle Epistolae di San Girolamo; ad esso seguì la stampa di uno dei primi volumi in ottavo stampati a Roma: un incunabolo contenente il De viris illustribus attribuito a Sesto Aurelio Vittore e la Historia Romana di Rufio Festo. Si presume che abbia anche lavorato con Ulrich Han, anch'egli tedesco, che si trovava già a Roma e che realizzò il primo incunabolo stampato nell'Urbe. L'anno seguente si trasferì a Napoli, dove introdusse la stampa tipografica. La prima edizione datata che uscì dai suoi torchi fu nel 1471 la Lectura super Codice per Bartholum de Saxoferrato, un commento di Bartolo da Sassoferrato al Codice giustinianeo.
Nella capitale partenopea Riessinger fu tenuto in grande considerazione alla corte di Ferdinando I. Rimase a Napoli fino al 1478 e, in società con Francesco del Tuppo, pubblicò una settantina di edizioni fra classici latini, e testi in volgare e soprattutto opere giuridiche. Fra i classici latini si ricordano le commedie di Terenzio; fra le opere in volgare, una edizione illustrata del Filocolo di Boccaccio; delle numerose opere di argomento giuridico, pubblicò sia testi di commentatori classici (il già ricordato Bartolo da Sassoferrato, Baldo degli Ubaldi, Andrea da Isernia, ecc.) che di autori contemporanei. Ebbe come curatori i giuristi Pietro Oliverio e Paride del Pozzo. Fu anche xilografo e probabilmente fu il primo a usare nei testi a stampa le interlinee.
Nel 1478 tornò a Roma, dove rimase fino al 1483 e si associò probabilmente con Georg Herolt; nel 1481 stampò anche i Sonetti del Burchiello. Nel 1486 si ritirò a Strasburgo, dove come sacerdote svolse il ministero presbiterale.